# FA Cup 1927/1928
Padesátý třetí ročník FA Cupu (anglického poháru) se konal od 3. září 1927 do 21. dubna 1928 za účastí opět 68 klubů.
Trofej získal po 37letech a pošesté v klubové historii Blackburn Rovers FC, který ve finále porazil Huddersfield Town AFC 3:1.